# BeOS
BeOS este un sistem de operare pentru PC-uri, creat în 1991 de către Be Incorporated. 

## Istoric
- 1990: apare Be Incorporated
- octombrie 1995: apare BeBox, cu o versiune în dezvoltare a BeOS
- ianuarie 1996: BeOS Developer Release 6 (DR6)
- aprilie 1996: BeOS DR7
- septembrie 1996: BeOS DR8
- mai 1997: BeOS Advanced Access Preview Release
- iunie 1997: BeOS Preview Release 1 (PR1)
- octombrie 1997: BeOS PR2
- martie 1998: BeOS R3
- iunie 1998: BeOS R3.1
- iulie 1998: BeOS R3.2
- 4 noiembrie 1998: BeOS R4
- iunie 1999: BeOS R4.5 (“Genki”)
- martie 2000: BeOS R5 PE și BeOS R5 Pro (“Maui”)
- august 2001: Palm cumpără proprietatea intelectuală a Be Incorporated
- noiembrie 2001: BeOS R5.1 (“Dano”)